# Südostasiatische Beachhandballmeisterschaften 2017
Die Südostasiatischen Beachhandballmeisterschaften 2017 waren die erste Austragung der sub-kontinentalen Meisterschaft Südostasiens im Beachhandball. Es gab je ein Turnier für Frauen und Männer, die parallel am selben Ort vom 3. bis 6. November durch die Philippine Handball Federation im Auftrag der South East Asia Handball Federation in Dumaguete City, Philippinen, organisiert und durchgeführt wurde.
Die Südostasienmeisterschaften waren nach den Asienmeisterschaften des Jahres das zweite internationale Turnier für Nationalmannschaften in Asien und das vierte und letzte Turnier dieser Art des Jahres auf der Welt. Nachdem die geplante Folgeaustragung 2020 der COVID-19-Pandemie zum Opfer gefallen war, dauerte es bis 2022, dass es eine zweite Austragung des Turniers gab.
Die Medaillenverleihung nahm der Bürgermeister von Dumaguete City, Felipe Antonio Remollo, vor. Als Vertreter der Asian Handball Federation war der Pakistani Mahmood Khokharvor Ort, der sich sehr positiv über den Wettbewerb äußerte.
| Frauen Details | Dumaguete City, Philippinen | Vietnam | keine Playoffs | Thailand | Philippinen | keine Playoffs | nur drei Teilnehmer |
| Männer Details | Dumaguete City, Philippinen | Vietnam | keine Playoffs | Thailand | Philippinen | keine Playoffs | nur drei Teilnehmer |

## Platzierungen
| Nation         | Frauen | Männer |
| -------------- | ------ | ------ |
| Philippinen    | 03     | 03     |
| Thailand       | 02     | 02     |
| Vietnam        | 01     | 01     |
| Teilnehmerzahl | 3      | 3      |

| Legende | Legende | Legende | Legende              |
| ------- | ------- | ------- | -------------------- |
| 1       | 2       | 3       | Podest-Platzierungen |